# 大胡椒
大胡椒（学名：Pothomorphe subpeltata）为胡椒科大胡椒属下的一个种。